# أولاد سيدي علي (لغليميين)
أولاد سيدي علي هو دُوَّار يقع بجماعة لغنيميين، إقليم برشيد، جهة الدار البيضاء سطات في المملكة المغربية. ينتمي الدوّار لمشيخة لغليميين التي تضم 11 دوار. يقدر عدد سكانه بـ 694 نسمة حسب الإحصاء الرسمي للسكان والسكنى لسنة 2004.

## روابط خارجية
- البوابة الوطنية للجماعات الترابية
- المندوبية السامية للتخطيط